# قطار ترفيه

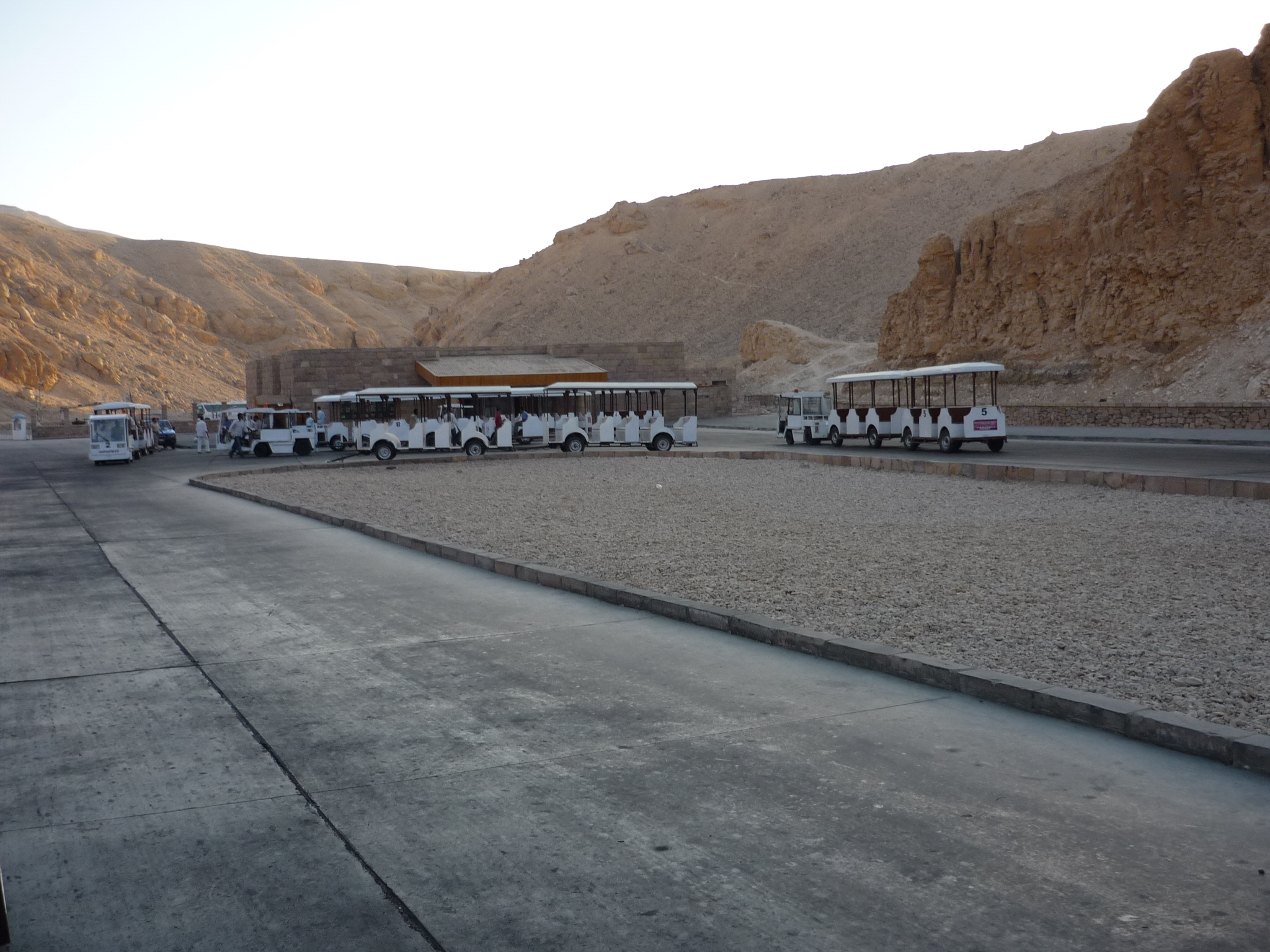
قطارات «الطفطف» في وادي الملوك

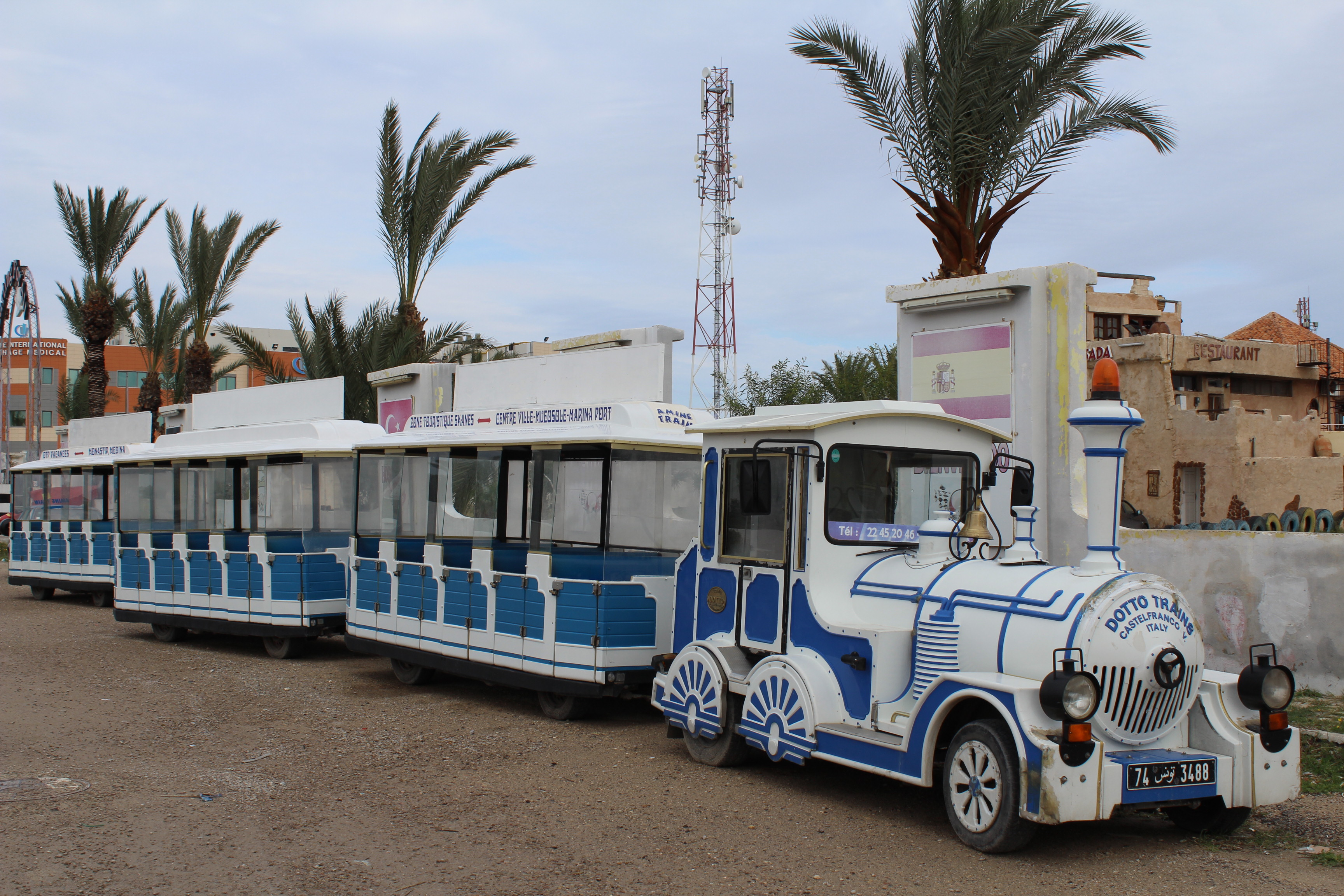
القطار الصغير بالمنستير.

قطار الترفيه أو الطفطف (في مصر) هو قطار بدون قضبان يتألف من عربات ذات عجلات بها إطارات هوائية تماما كالمركبات العادية، وتجر القاطرة خلفها مقطورات لتحمل الركاب للتنزه، وينتشر هذا النوع من القطارات في الحدائق والمنتجعات.